# Eksjö (comune)
Eksjö è un comune svedese di 16 303 abitanti, situato nella contea di Jönköping. Il suo capoluogo è la cittadina omonima.

## Località
Nel territorio comunale sono comprese le seguenti aree urbane (tätort):
| # | Località     | Popolazione |
| - | ------------ | ----------- |
| 1 | Eksjö        | 9 676       |
| 2 | Mariannelund | 1 554       |
| 3 | Ingatorp     | 501         |
| 4 | Hult         | 473         |
| 5 | Hjältevad    | 345         |
| 6 | Bruzaholm    | 274         |

## Amministrazione

### Gemellaggi
- Neusäß
- Karis
- Ærø
- Schneverdingen